# Vredeskerk (Steenbergen)
De Vredeskerk is een kerkgebouw in de stad Steenbergen in de gemeente Steenbergen in de Nederlandse provincie Noord-Brabant. Het kerkgebouw staat aan de Magnoliastraat 18-20 in Steenbergen-Zuid.

## Geschiedenis
In 1967 werden er gesprekken gevoerd om in het zuidelijk deel van Steenbergen een nieuwe parochie op te richten.
Op 14 april 1968 werd er het rectoraat Vredeskerk opgericht en de eerste diensten werden in een aula van een school aan de Molenweg gehouden.
In 1968 sloot de hulpkerk Sint-Amanduskerk in Geertruidenberg en nam men in Steenbergen de inventaris en het kerkgebouw over. Het Geertruidse kerkgebouw werd volledig afgebroken en in Steenbergen weer opgebouwd. Op 1 december 1968 werd het kerkgebouw als Vredeskerk in gebruik genomen.

## Opbouw
Het eenbeukige kerkgebouw is een zaalkerkje opgetrokken in baksteen, hout en glas. Aan de ingangzijde heeft het een verlaagde inkom met daarboven een klokkenstoel met een luidklok, getopt door een kruis. 